# 柳野青
柳野青（1902年—1988年），又名柳启鋆、柳直，男，湖北黄陂人，中国政治人物、教育工作者，曾任湖北省教育厅厅长，第三、四届全国政协委员。